# 黒沢一清
黒沢 一清（くろさわ かずきよ、1926年7月 - 2012年5月）は、日本の生産性科学者。元東京工業大学名誉教授。北海道大学経済学博士。娘は経済学者で政策研究大学院大学教授の黒沢昌子 。

## 略歴
東京工業大学教授、ハワイ大学教授、放送大学教授、明星大学教授を歴任。元日本経営工学会名誉会員。明星大学では大学院情報学研究科の初代研究科長を務めた。
戦後旧ソ連に連れていかれ、四年間炭坑で働かされる。そこで、体の大きなロシア人よりも日本人のほうが生産性が高いのはなぜかと考える。そこから作業者同士の関係、作業者と経営者との関係についての研究に入ってゆく。その成果は多くの会社経営、途上国政策で生かされている。
博士論文は「生産性分析の基礎原理に関する研究」（1975年）。同年、論文「多段階の組織単位を含む生産性計画のための総和指数体系」で日本経営工学会論文賞受賞。
The World Confederation of Productivity Scienceなど、どちらかというと日本よりも世界的な舞台で活躍した。ここのアカデミーの名誉会員でもあった。
なお、経済学者の黒沢昌子は彼の娘である。

## 主な著作
- 『生産性の理論と計測』（金原出版、1963年）
- 『産業経済と生産性』（中央経済社、1965年）
- 『生産性の基本問題』（金原出版、1967年）
- 『生産性の基本問題』（第２版、金原出版、1968年）
- 『協同組合原論』（北斗書房、1974年）
- 『生産性の基本問題』（金原出版、1975年）
- 『協同組合原論』（改訂増補版、北斗書房、1976年）
- 『産業学エッセイ集』（八千代出版、1976年）
- 『理論産業学』上巻（時潮社、1976年）
- 『理論産業学』下巻（時潮社、1977年）
- 『生産性分析の基礎原理』（時潮社、1977年）
- 『協同組合原論』（改訂増補（第３版）、北斗書房、1978年）
- 『協同組合原論』（改訂増補第４版、北斗書房、1980年）
- 『産業と企業』（旺文社、1982年）
- 『産業と環境』（旺文社、1983年）
- 『産業環境論』（放送大学教育振興会、1985年）
- 『産業と環境：産業－環境系の構造論的解明』（放送大学教育振興会、1985年）
- 『産業と企業』（放送大学教育振興会、1985年）
- 『産業と資源：産業－資源系の構造論的解明』（放送大学教育振興会、1986年）
- 『産業と企業：産業と企業の相互作用域の解明』（改訂版、放送大学教育振興会、1989年）
- 『産業と環境・資源』（放送大学教育振興会、1990年）
- Productivity Measurement and Management at the Company Level: The Japanese Experience (Amsterdam: Elsevier, 1991)
- 『経済・経営統計』（放送大学教育振興会、1994年）
- 『生産性科学入門』（放送大学教育振興会、1994年）
- 『企業経済と情報・戦略』（放送大学教育振興会、1995年）
- 『自己創生組織論：SRO: Self-Recreating Organization生産力論』（御茶の水書房、2014年）